# Slåttjärnen (Föllinge socken, Jämtland)
Slåttjärnen är en sjö i Krokoms kommun i Jämtland och ingår i Indalsälvens huvudavrinningsområde.